# Le Dernier Train de Madrid
Pour plus de détails, voir Fiche technique et Distribution.
Le Dernier Train de Madrid (The Last Train from Madrid) est un film américain réalisé par James Patrick Hogan, sorti en 1937.

## Synopsis
Lors de l'avance franquiste vers la capitale, une foule de gens veulent fuir pour différents motifs… 

## Fiche technique
- Titre : Le Dernier train de Madrid
- Titre original : The Last Train from Madrid
- Réalisation : James Patrick Hogan
- Scénario : Louis Stevens et Robert Wyler d'après une histoire de Elsie Fox et Paul Hervey Fox (en)
- Production : George M. Arthur et Hugh Bennett
- Société de production : Paramount Pictures
- Directeur musical : Boris Morros
- Image : Harry Fischbeck
- Montage : Everett Douglas
- Direction artistique : Hans Dreier et A. Earl Hedrick
- Décors : A.E. Freudeman
- Pays de production : États-Unis
- Format : Noir et Blanc - 35 mm - 1,37:1 - Son : mono (Western Electric Mirrophonic Recording)
- Genre : Film d'aventures et de guerre
- Durée : 85 minutes
- Dates de sortie :
  - États-Unis : 18 juin 1937 (première)
  - France : 20 août 1937

## Distribution
- Dorothy Lamour : Carmelita Castillo
- Lew Ayres : Bill Dexter
- Gilbert Roland : Eduardo de Soto
- Karen Morley : Baronne Helene Rafitte
- Lionel Atwill : Colonel Vigo
- Helen Mack : Lola
- Robert Cummings : Juan Ramos
- Olympe Bradna : Maria Bonda
- Anthony Quinn : Capitaine Ricardo Álvarez
- Lee Bowman : Michael Balk

Acteurs non crédités
- Alan Ladd : Soldat
- Henry Brandon : Annonceur radio
- Evelyn Brent : Femme
- Louise Carter : Rosa Delgado
- Stanley Fields : Avila
- Otto Hoffman : Fernando
- George MacQuarrie : Conducteur
- Merrill McCormick : Officier
- Charles Middleton : Warden
- Harry Woods : Agent du gouvernement